# Aparición de la Virgen a San Bernardo (Murillo)
Aparición de la Virgen a San Bernardo es una pintura al óleo sobre lienzo del artista español Bartolomé Esteban Murillo, creada alrededor del año 1655, que ahora se conserva en la colección del Museo del Prado en Madrid,España. La imagen muestra una aparición mariana milagrosa al teólogo católico Bernardo de Claraval durante su tiempo de estudio, lo que le hace caer de rodillas. Al fondo se pueden ver sus libros y su escritorio.

## Historia
La obra es uno de los cuadros tenebristas más importantes del autor. Estaba emparejada con otra obra similar, La aparición de la Virgen a san Ildefonso, y ambas fueron encargadas probablemente como retablos para un convento cisterciense, a pesar de que no hay rastro de su origen. Los historiadores del arte discrepan sobre su fecha de creación: algunos afirman que fue creada antes de 1655, mientras que otros creen que pudo ser pintada hasta 1670.
Se ha especulado con la posibilidad de que el cuadro siguiera el modelo de una pintura similar de Juan de Roelas, expuesta en el Hospital de San Bernardo de Sevilla, teniendo en cuenta los atributos comunes de ambas. Sin embargo, Murillo no sigue la austeridad de Roelas y prefiere representar la escena en un estilo barroco y majestuoso.
El cuadro fue inventariado por primera vez en 1746 en el Palacio de La Granja, lo que apunta a una compra por parte de la reina de España cercana a 1730, periodo en que la corte real de Felipe V se encontraba en Sevilla.

## Contenido
La obra representa el milagro de la Lactatio Bernardi, una escena de la tradición mística católica en la que supuestamente la Virgen María se apareció a Bernardo de Claraval y le disparó una gota de leche como premio por el trabajo del teólogo.
El cuadro está organizado en un eje diagonal y subraya el contraste entre la celda del monje y el cielo donde aparece la Virgen. En el fondo se ve un escritorio con un libro abierto, estanterías y un tintero. Cerca del libro hay un jarrón con lirios, flor que simboliza la Inmaculada Concepción. En el suelo, se representa un báculo y una pila de libros.
La Virgen está pintada en estilo barroco. Su figura está rodeada de ángeles, como en la mayoría de las pinturas de Murillo.

## Énlaces externos
- Esta obra contiene una traducción  derivada de «The Apparition of the Virgin to Saint Bernard (Murillo)» de Wikipedia en inglés, publicada por sus editores bajo la Licencia de documentación libre de GNU y la Licencia Creative Commons Atribución-CompartirIgual 4.0 Internacional.
- Descripción del cuadro en el sitio del Museo del Prado.

- Datos: Q27749021
- Multimedia: Aparición de la Virgen a San Bernardo, de Murillo (Museo del Prado) / Q27749021